# Asbestkeramiekcultuur
De asbestkeramiekcultuur is een archeologische cultuur van het late neolithicum tot bronstijd (tweede helft van het 2e millennium v.Chr. tot het midden van het 1e millennium v.Chr.) in Finland en Karelië. 
Ze werd gevormd op basis van de Kareliëcultuur, waarvan het soms gezien wordt als deel uitmakend. De dragers van de cultuur worden beschouwd als "voor-Samisch", welke waarschijnlijk een onbekende pre-Fins-Oegrische taal spraken en later opgingen in de moderne Samen, Wepsen en Kareliërs. De economie was gebaseerd op jagen en verzamelen.
Het vroegste, nog neolithisch uitziende, asbestaardewerk werd gevonden in de nederzettingen van Pindoesji I, Lachta II en Sandermocha IV.
De nederzettingen begonnen te worden verdeeld in zomer- en winterkampen. In de zomerkampen sloeg de bevolking voedsel in, en in de herfst trokken ze naar beter verwarmbare nederzettingen met in de grond verdiepte woningen. 
Het aardewerk van de asbestkeramiekcultuur had een platte bodem, terwijl in alle eerdere culturen van Karelië de bodem van de vaten convex of zelfs puntig was. Platte bodems waren beter geschikt voor het dagelijks leven, vooral bij het afleggen van lange afstanden. Hieruit kan men afleiden dat de dragers van de asbestkeramiekcultuur een semi-nomadische levensstijl leidden.
Rond 1000 v.Chr. ging de asbestkeramiekcultuur op het grondgebied van de Karelische landengte een wisselwerking aan met de textielkeramiekcultuur. Grotere immigratiestromen uit het zuiden kwamen echter pas in de vroege middeleeuwen op gang.